# Ectocyclops mozhae
Ectocyclops mozhae – gatunek widłonoga z rodziny Cyclopidae. Opisali go w 2000 roku zoolodzy Deo Baribwegure i Henri J. Dumont. Miejsce typowe to Mozha na wyspie Sokotra (współrzędne 12°38′34″N 54°08′24″E/12,642778 54,140000). Okazy typowe odkryto w kałużach w korycie rzecznym.